# Reduto de Santana de Fernando de Noronha
O Reduto de Santana de Fernando de Noronha, também referido como Parque de Santana ou Reduto do Armazém, localizava-se na ilha de Fernando de Noronha, no arquipélago de mesmo nome, no estado de Pernambuco, no Brasil.

## História
Erguido na praia do Cachorro, integrava a defesa do setor norte da ilha, e destinava-se à defesa da vila do Cachorro, vizinha ao Forte de Nossa Senhora dos Remédios de Fernando de Noronha, de acordo com o Relatório do 2º Tenente Paulo Amberim de Paiva (GARRIDO, 1940:56).
Esta estrutura não consta do mapa inglês da ilha de Fernando de Noronha (Londres, 1793. apud SECCHIN, 1991:10-11), baseado em informações francesas de 1760, sendo possívelmente contemporâneo do Reduto de São Pedro da Praia do Boldró de Fernando de Noronha e do Reduto de São João Batista de Fernando de Noronha (c. 1757).
De pequenas dimensões, uma vez que se tratava de local onde se guardavam munições de guerra e demais petrechos de artilharia, foi ampliado à época do Segundo Reinado, em 1846 (BARRETTO, 1958:130), e posteriormente reparado (1864), no contexto da Questão Christie (1862-1865).
Nele esteve aquartelado até Julho de 1913, o contingente da Força Pública de Pernambuco que guarnecia o Presídio, e, durante a Primeira Guerra Mundial (1914-1918), o destacamento da Marinha do Brasil que ocupou militarmente o Arquipélago (GARRIDO, 1940:57).
BARRETTO (1958) reporta que, à época (1958), nada mais restava da edificação (op. cit., p. 56).